# August Pieter van Groeningen
August Pieter van Groeningen (Ommen, 14 februari 1866 – Rotterdam, 12 februari 1894) was een Nederlandse schrijver.

## Leven en werk
Geboren in de bedelaarskolonie van Ommerschans werkte hij zich op tot onderwijzer en tot literair auteur. In 1884 behaalde hij de akte van de kweekschool voor onderwijzers. In dat jaar werd hij benoemd aan een school in Rotterdam, waarbij hij kostwinner werd van zijn moeder en zussen, omdat zijn vader in de bedelaarskolonie Veenhuizen verbleef.
Via Frans Netscher kwam hij in contact met Willem Kloos, die in hem een veelbelovend naturalistisch schrijver zag, die door zijn achtergrond het ruwe, armoedige leven van 'het volk' door en door kende. Hij nam een aantal verhalen op in De Nieuwe Gids. Tussen 1887 en 1890 schreef Van Groeningen de roman Martha de Bruin, verhalen, enkele gedichten en toneelstukken. Bovendien verschenen van hem (onder het pseudoniem Willem van Oevere) artikelen over Rotterdam voor het Radicaal weekblad. Lang niet alles is bewaard gebleven; na zijn dood werd een aantal verhalen gebundeld in Een nest menschen. Uit zijn werk spreekt een sterke sociale bewogenheid.
Na 1890 schreef hij nauwelijks meer. Hij was teleurgesteld in de reacties op zijn werk, de vriendschap met Kloos was verbroken en hij was bang zijn onderwijzersbaan te verliezen als hij te kritisch schreef over het lot van de bevolking aan de zelfkant van de samenleving.
August P. van Groeningen stierf in Rotterdam, twee dagen voor zijn 28e verjaardag, aan de gevolgen van tuberculose.

## Werken
- Haagsche Leen (1889)
- Martha de Bruin (1890) (4e druk: 1982)
- Een nest menschen (met voorwoord van P. Tideman) (1895). Herdruk 1983: Een nest mensen, gevolgd door Een straat en een gang.
- Volledig werk (aangevuld met brieven en inedita; bezorgd door Eep Francken, 1978).